# Stérilisation (acte chirurgical)
Pour les articles homonymes, voir Stérilisation.
La stérilisation est une méthode de contraception qui fait emploi d'une procédure chirurgicale et qui offre une contraception permanente, souvent définitive, et fiable.
Chez l'humain, il s'agit le plus souvent de la vasectomie chez l'homme et de la ligature des trompes chez la femme. Bien que la stérilisation permanente soit la méthode de contraception la plus utilisée au monde, la vasectomie est plus pratiquée du fait de la moindre réticence des médecins à faire une stérilisation sur des hommes que sur des femmes, ainsi le taux de stérilisation féminine reste faible par exemple en France. Du fait de leur caractère définitif, ces moyens de contraception s'adressent uniquement aux personnes qui ont soit déjà autant d'enfants qu'elles le désirent, soit qui ne souhaitent volontairement pas d'enfant par choix (childfree) ou pour raisons médicales. En France, depuis 2001, toute personne majeure, qu'elle ait ou non des enfants, peut demander une stérilisation qui pourra avoir lieu après un délai de réflexion de 4 mois.

## Chez l'humain

### Techniques
La vasectomie est réalisée sous anesthésie locale, et consiste à sectionner les canaux déférents qui permettent l'acheminement des spermatozoïdes des testicules au pénis. Les spermatozoïdes sont donc toujours produits mais ne sont pas excrétés et ne sont pas retrouvés dans le sperme après l'éjaculation. Quelques semaines après la chirurgie, l'élimination complète des spermatozoïdes dans les canaux déférents est vérifiée par un spermogramme. Il est parfois possible de prélever les spermatozoïdes à la source à des fins de procréation. La réversion de cette méthode n'est pas garantie.
La ligature des trompes peut quant à elle être obtenue à travers diverses techniques, allant de l'obstruction des trompes à la section de celles-ci. Elle se fait la plupart du temps par laparoscopie ou coelioscopie. Ces techniques nécessitent une anesthésie générale. Une autre technique appelée "méthode Essures" a pu être utilisée jusqu'en 2018 après des scandales sanitaires. 

### Législation

Lois sur la stérilisation à visée contraceptive à travers le monde.

#### En France
Depuis 2001, la stérilisation, longtemps interdite en France, a été autorisée par modification du Code pénal, avec la loi no 2001-588 du 4 juillet 2001-art.26 JORF 7 juillet 2001.
La stérilisation volontaire (vasectomie, ligature des trompes) est légalement autorisée à une personne majeure et saine d'esprit, avec un délai de réflexion de quatre mois. Il n'y a légalement aucune contrainte d'avoir ou non des enfants, seuls l'âge (majorité) et l'état mental comptent. Cependant, il est parfois difficile pour les femmes de se faire stériliser car les praticiens, réticents, refusent ou posent des critères qui n'existent pas légalement.
Une vasectomie nécessite une consultation avec un urologue. Celui-ci a la possibilité de refuser l'acte pour conviction morale ou éthique, auquel cas il doit exprimer son refus dès la première consultation et rediriger le patient vers un confrère qui réalisera l'acte. L'opération peut être réalisée au terme d'un délai de réflexion de quatre mois, pendant lequel un entretien avec un psychiatre a lieu, afin de vérifier si le patient est en pleine possession de ses moyens.